# Jean Baptiste Valter Manga
Jean Baptiste Valter Manga (* 18. Juni 1972 in Oussouye) ist ein senegalesischer römisch-katholischer Geistlicher und Bischof von Ziguinchor.

## Leben
Jean Baptiste Valter Manga studierte von 1993 bis 1995 Philosophie am philosophischen Seminar in Brin und von 1995 bis 2000 Theologie am Priesterseminar in Sébikotane. Am 20. Dezember 2000 empfing er das Sakrament der Priesterweihe für das Bistum Ziguinchor.
Nach der Priesterweihe unterrichtete er bis 2006 Mathematik und Naturwissenschaften am Knabenseminar von Ziguinchor und war Verantwortlicher für die Berufungspastoral des Bistums. Anschließend ging er zu weiterführenden Studien nach Paris und erwarb 2009 am Collège des Bernardins das Lizenziat in biblischer Theologie. An der École des hautes études en sciences sociales wurde er 2015 in Ethnologie und Anthropologie promoviert. Nach der Rückkehr in seine Heimatdiözese war er in verschiedenen Gemeinden in der Pfarrseelsorge tätig. Ab 2015 lehrte er bis zu seiner Ernennung zum Bischof am Priesterseminar in Brin sowie an der Universität Assane Seck in Ziguinchor. Ab 2021 war er zudem Generalsekretär des diözesanen Seelsorgeamts und Verantwortlicher für die Priesterfortbildung. 2023 wurde er zusätzlich Subregens des Priesterseminars in Brin.
Papst Franziskus ernannte ihn am 20. Juni 2024 zum Bischof von Ziguinchor. Der Bischof von Kolda, Jean-Pierre Bassène spendete ihm am 23. November desselben Jahres unter freiem Himmel in der Nähe des Seminars Saint Louis in Ziguinchor die Bischofsweihe. Mitkonsekratoren waren sein Amtsvorgänger und Bischof von Tambacounda, Paul Abel Mamba Diatta, und der Erzbischof von Reims, Éric de Moulins-Beaufort. Die Amtseinführung fand am folgenden Tag statt.